# إيمرسون كوريا
إيمرسون كوريا (بالإسبانية: Emerson Correa)‏ هو لاعب كرة قدم أرجنتيني في مركز حراسة المرمى، ولد في 30 أغسطس 1994 في الأرجنتين. لعب مع Defensores Unidos ‏.

## وصلات خارجية
- إيمرسون كوريا على موقع قاعدة بيانات كرة القدم.إي يو (الإنجليزية)
- إيمرسون كوريا على موقع Soccerway.com (الإنجليزية)